# Alnilam

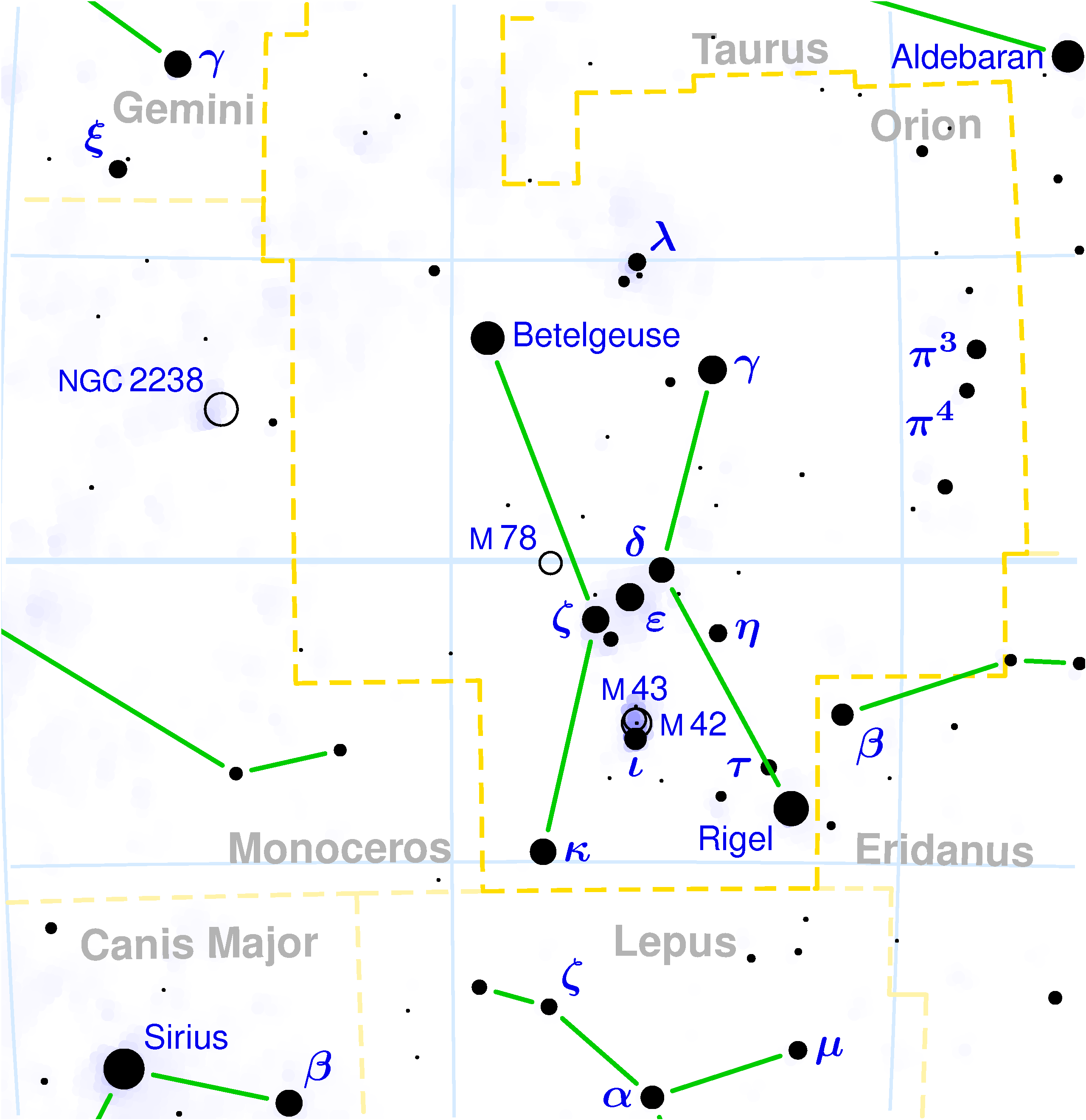
Alnilam a la seva constel·lació

Alnilam (Èpsilon d'Orió / ε Orionis / 46 Orionis) és, amb magnitud aparent +1,70, la quarta estrella més brillant de la constel·lació d'Orió. Forma part de l'anomenat Cinturó d'Orió o ("Les Tres Maries") al costat de Mintaka (δ Orionis) i Alnitak (ζ Orionis), essent l’estel central del cinturó i també la més brillant de les tres, tot i que és la més llunyana (1340 anys llum). El seu nom prové de l'àrab A l'Nizam, «el fil de perles».
Alnilam és una supergegant blava de tipus espectral B0Iab, molt massiva (unes 40 masses solars), i extraordinàriament lluminosa: incloent la gran quantitat de radiació ultraviolada emesa per l'estrella, la seva lluminositat equival a 375.000 vegades la lluminositat solar. La seva temperatura superficial és de 25.000 K, tan calenta que il·lumina la nebulosa de reflexió NGC 1990. Un fort vent estel·lar que bufa des de la seva superfície a 2.000 km / s fa que perdi massa a un ritme 20 milions de vegades més gran que el Sol.
És una estrella variable polsant irregular de tipus Alfa Cygni, amb una fluctuació en la seva brillantor de 0,1 magnituds. Amb una edat aproximada de només 4 milions d'anys, en el futur es convertirà en una supergegant vermella per després explotar com supernova i deixar una estrella de neutrons com romanent.